# Солда (Болцано)
Солда је насеље у Италији у округу Болцано, региону Трентино-Јужни Тирол.
Према процени из 2011. у насељу је живело 333 становника. Насеље се налази на надморској висини од 1857 м.